# A Közép-washingtoni Egyetem híres személyeinek listája
Az alábbi lista a Közép-washingtoni Egyetem híres hallgatóit, öregdiákjait és oktatóit tartalmazza.

## Hallgatók

### Sport

#### Amerikai futball
- Adam Bighill – CFL-linebacker, a BC Lions játékosa[1]
- Jared Bronson – NFL tight end, a Miami Dolphins játékosa[2]
- Jon Kitna – NFL-quarterback, a Seattle Seahawks, a Cincinnati Bengals, a Detroit Lions és a Dallas Cowboys játékosa; ő hozta el a Wildcats 1995-ös győzelmét a NAIA másodosztályában[3]
- Keith Gilbertson – NCAA-edző az Idahói Egyetemen, a Kaliforniai Egyetemen, a Berkeley Egyetemen és a Washingtoni Egyetemen; 1967-ben a Wildcats játékosa, 1971-ben diplomázott[4]
- Mike Reilly – CFL-quarterback, az Edmonton Eskimos-, korábban a  Pittsburgh Steelers, a Green Bay Packers, a St. Louis Rams és a Seattle Seahawks játékosa[5]

#### Baseball
- Billy North – MLB-outfielder, a Chicago Cubs, az Oakland Athletics, a Los Angeles Dodgers és a San Francisco Giants játékosa[6]
- Dave Heaverlo – MLB-pitcher, a San Francisco Giants, az Oakland Athletics és a Seattle Mariners játékosa[7]

#### Kosárlabda
- Dean Nicholson – edző (609 győzelem), aki édesapjával, Leoval (505 győzelem) az egyetemi kosárlabda legsikeresebb apa-fia edződuója (1114 győzelem)[8]
- Joe Callero – a Kaliforniai Politechnikai Állami Egyetem kosárlabda-csapatának vezetőedzője, a Seattle-i Egyetem korábbi vezetőedzője[9]

#### Egyéb
- Anthony Hamilton – profi vegyes harcművész, az Ultimate Fighting Championship nehézsúlyú ökölvívója[6]
- Bryan Caraway – korábban az Ultimate Fighting Championship férfi harmatsúlyú bajnoka, egykor Miesha Tate partnere[10]
- Matt Hume – korábban vegyes harcművész, a seattle-i AMC Pankration alapítója és vezetőedzője, a ONE Championship műveleti alelnöke[11]
- Miesha Tate – korábban a Strikeforce és az Ultimate Fighting Championship női harmatsúlyú bajnoka[10]

### Kormányzat és hadsereg
- Bryan Christopher Black – a különleges erők katonája, a 2017-es tongo-tongoi rajtaütésen megölték[12]
- Craig Olson – a Leemore-i Haditengerészeti Állomás pilótája és oktatója, számos kitüntetés tulajdonosa[13]
- Dorothy Metcalf-Lindenburger – korábbi asztronauta, az STS-131 expedíció tagja[14]
- Douglas Albert Munro – a parti őrség egyetlen tagja, aki a Medal of Honor elismerésben részesült[15]
- Duane Davidson – Washington állam kincstárnoka[16]
- James N. Mattis – az USA központi parancsnokságának parancsnoka, védelmi államtitkár Donald Trump alatt[17]
- John R. Croft — a Wisconsini Légi Nemzeti Őrség vezetője[18]
- Myron N. Dobashi – a Hawaii Légi Nemzeti Őrség parancsnoka[19]
- Ron Sims – a városfejlesztési ügynökség helyettes államtitkára Barack Obama alatt[20]

### Üzleti élet
- Christine M. Day – a Lululemon Athletica sportruházati cég vezérigazgatója[21]
- Stephen L. Nelson – a „Quicken for Dummies” és a sorozat további 150 részének szerzője; a Wall Street Journal a „számítógépes könyvek legtermékenyebb írójának” nevezte[22]
- Shelley Powers – számítógépes könyvek írója, építészmérnök[23]
- Nick Lim – a BitMitigate cyberbiztonsági vállalat vezérigazgatója[24]
- Raymond Conner – a Boeing vezérigazgatója[25]

### Egyéb
- Allan Byron Swift – Emmy-díjas közvetítő, a szövetségi képviselőház tagja 1979 és 1995 között demokrata színekben; a 2. számú választókerületből került be[26]
- Brian Thompson – színész, főleg akciófilmekben és sorozatokban szerepel[27]
- Craig T. Nelson – színész, a Coach sorozat szereplője[28]
- Daniel D. McCracken – informatikus, a New York-i Városi Főiskola professzora, több mint két tucat programozási témájú szakkönyv szerzője[29]
- David L Boushey – kaszkadőr, a United Stuntmen’s Association, az International Stunt School és a Society of American Fight Directors alapítója, a The Hollywood Stuntmen’s Hall Of Fame tagja[30]
- Mary Jo Estep – tanár, a kelley-pataki csata egyetlen túlélője[31]
- Sadistik (Cody Foster) – hip-hop zenész[32]
- W. Hudson Kensel – Nyugat-Amerikával foglalkozó történész[33]
- Wanz (Michael „Mike” Wansley) – Macklemore és Ryan Lewis Thrift Shop dalának énekese[34]

## Munkatársak

### Annette Hitchcock
Annette Hitchcock a Central Washington College of Education női hallgatókért felelős dékánja volt 1942-től 1960-ig, valamint 1962-es nyugdíjba vonulásáig a nyelvi és irodalmi csoport tagja is volt. Hitchcock korábban az oregoni Forest Grove-ban található Csendes-óceáni Egyetemen töltötte be a női hallgatókért felelős dékáni tisztséget, emellett pedig angolt oktató egyetemi docens volt. A nő az Észak-dakotai Egyetem angol szakán diplomázott, a mesterképzést pedig a Columbia Egyetem Tanárképző Főiskoláján végezte. Hitchcock a dékáni címet 1942 májusában kapta meg McConnell rektortól.

### Karen J. Blair
Karen J. Blair 1987 óta oktat az egyetemen. A nő a New York állambeli Long Islanden nőtt fel; diplomáit történelem szakon szerezte: a BA képzést a Massachusetts állambeli Mt. Holyoke Főiskolán, az MA és PhD képzést pedig a Buffalói Egyetemen. Tudományos munkájának egy részét az utazás teszi ki: egyrészt az USA északnyugati részének nőivel, másrészt Amerika női önkéntes szervezeteivel kapcsolatos kutatásokat végez. Szabadidejében zongorázik, többször kamarazenészekkel lép fel. Blairnek számos publikációja jelent meg, például a Women in Pacific Northwest History, a Women’s Club Movement in Washington és a History of Women’s Clubs.

### Josephine Burley
Josephine Burley a Central Washington College of Education művészetet oktató egyetemi docense volt; egyik feladata volt a Honor Roll Plaque bevezetése, amely a hadseregben szolgált hallgatóknak és munkatársaknak állít emléket. A tervezéssel Sarah Spurgeont és H.J. Whitney-t bízták meg, a fizikai megvalósítással Josephine Burley foglalkozott. Az alkotást 1945. május 30-án leplezték le; a plakettre a „For those we fought: For Home, an enriched life. For School, an enduring wisdom. For Country, and all humanity. For God, a spirit over all.” („Akikért küzdöttünk: a Hazáért, egy gazdag életért. Iskolánkért, a tartós bölcsességért. Országunkért és az egész emberiségért. Istenért, a minden felett álló lélekért.”) Burley két másik alkotását a seattle-i Northwest Color Show-n, illetve a bellevue-i Northwest Arts and Crafts Fairen díjazták.

### Juanita Davies
A Wisconsin államban született Juanita Davies a Riponi Főiskolán osztályelsőként diplomázott, majd a Macphail Zeneiskolába járt, illetve több más intézményben (Nyugati Zeneakadémia, Washingtoni Egyetem és Coloradói Egyetem) végzett nyári tanulmányokat. Mind az alap-, mind a mesterképzést zenetagozaton végezte: előbbit a Chicagói Zenekonzervatóriumban (1932-ben diplomázott), utóbbit pedig az Északnyugati Egyetemen (1938-ban diplomázott). Davies 1927 és 1965 között a Közép-washingtoni Egyetem zenei tanszékén oktatott; a hallgatók életében is aktív tanár egy férfiklubot, egy női együttest és egy női tripla triót is alapított, valamint zongorát, zeneelméletet, alapfokú zenetanítási módszereket, illetve zeneirodalmat is tanított gyerekeknek. Juanita szólófellépőként is aktív volt, illetve hallgatói és munkatársai és idézték őt dolgozataikban. Davies tagja volt több egyetemi tanácsnak, valamint az American Association of University Professors, a Washington Music Teachers’ Association, a Washington Education Association, a State Federation of Music Clubs, a P.E.O. Sisterhood és a Delta Kappa Gamma szervezeteknek. Az oktató tiszteletére az 1966-ban épült új kollégium a Davies-csarnok nevet viseli.

### Amanda Hebeler
Amanda Hebeler a Central Washington State College oktatója és professor emeritája 1924-től 1960-ig, illetve 1963-tól további egy évig. Legismertebb tevékenysége a korai gyerekkori oktatás helyben való kialakítása. A nő részt vett a kampusz nyugati részén fekvő College Elementary School (általános iskola) kialakításában is.
Amanda Hebeler úttörő szülők gyerekeként született az 1900-as évek elején a Michigan állambeli Maple Grove-ban. A Saginaw High Schoolban letett érettségi vizsga után Amanda az ypsilanti-i Michigan State Normal Schoolba járt, majd BSc és MA fokozatait a Columbia Egyetem Tanárképző Főiskoláján szerezte meg.
Hebeler 1924-ben lett a Washington State Normal School felügyelője, feladata az állam oktatási központjai tanárgyakornokainak felügyelete volt. A nő a későbbi Edison Schoolban kezdett dolgozni, majd a Loren Sparks igazgatóval való egy éves munka után 1925-ben egy kampuszon kívüli tanárképzőt létesített Selah-ben.
Amanda Hebeler tanárképzésbeli érdemeit hamar felismerték, 1929-ben George H. Black rektor az Edison School vezetőjének nevezte ki. 1931-ben az új rektor, Robert E. McConnell egy új oktatási épületet tervezett; 1937-ben megkapták a szükséges támogatást, majd a munkatársak a szükséges funkciókról kezdtek tárgyalni. A tervezés során egy olyan iskolát akartak létrehozni, amely „gyönyörű, egyben funkcionális”. Az új College Elementary School két célt fogalmazott meg: a környék fiatal gyerekeinek képzése, illetve gyakornoki hely biztosítása a tanárképző hallgatói számára. Az intézményt Amanda tiszteletére Hebeler Schoolra nevezték át; ma a Hebeler-csarnok nevet viseli.
Amanda Hebeler szélütés következtében 1969. január 17-én hunyt el. Temetésén Paul Fitterer atya megjegyezte: „Emlékszem, amikor a legelső itt töltött napjairól beszélt. Rendszeresen, néha naponta ingázott Selah belvárosába. Ez a kanyonban futó út burkolása előtti napokban volt, ő egy T-modellt – az általános szolgálati járművet – vezetett a tél közepén. Elmondta, hogy mennyire félt, amikor éjszaka egyedül kellett visszajönnie. De ő nem állt meg – addig vezetett oda-vissza, amíg ez szükséges volt. A kormány mögött ülve ő egy szimbólummá vált számomra – amit csinált, azt teljes szívéből és meggyőződésből tette.”

### Margaret Coffin Holmes
Margaret Coffin Holmes a Central Washington College of Education női hallgatókért felelős dékánja volt tíz éven át, emellett költő és író volt; számos főiskolai balladát, illetve munkatársai előtt tisztelgő verset írt, valamint ő a szerzője a „Out of the Sky” gyerek-daloskönyvnek, illetve a „Polmes by Holmes”-nak; továbbá a Congressional Club Cook Book (a kongresszusi klubház jelzálogát finanszírozó alkotás) szerkesztője. Margaret Hal Holmes képviselő házastársa volt; a kongresszusban gyakran férje helyett szólalt fel, a beszédeit akár nyolc perc alatt összeállította.

### Mary A. Grupe
Mary A. Grupe 1897-től 1907-ig, illetve 1912-től 1927-ig oktatott az egyetemen; tiszteletére az egyik épületet Grupe Konferenciaközpontnak nevezték el.
A nő a Kansas állambeli Peabodyban született; tanulmányait a New York állambeli Oswego State Normal Schoolban, illetve a Chicagói Egyetemen végezte. Grupe később a Washington State Normal School oktatója lett, majd vezető pszichológussá és tanárképzővé választották. Mary Ellensburg városában is nagy szerepet töltött be: a helyi iparkamara igazgatótanácsának, valamint a parkügyi bizottságnak is tagja volt.

### Sarah Spurgeon
Sarah Spurgeon a Közép-washingtoni Egyetem művészeti tanszékének festészeti- és rajzprofesszora volt 1939-től 1971-ig. Sarah BA és MA képesítését is az Iowai Állami Egyetemen szerezte, ahol Grant Wooddal tanult együtt, később pedig a Harvard Egyetem Andrew Carnegie Fellows ösztöndíjában részesült. Spurgeon többek között a Hebeler School számára készült műalkotásokat szemrevételezte, valamint a kandalló és ivókutak köré szánt mozaikokkal és az eredetileg a bölcsőde és az óvoda számára készült ólomüveg-berakásokkal kapcsolatos munkát is ő felügyelte. Az egyetem mellett máshol is közreműködött, például az Ellensburgi Közösségi Uszodát díszítő emlékpanelek kialakításában. 1953 körül Spurgeon Merton Berry és Reino Randall tanszéki kollégákkal a bellevue-i Pacific Northwest Arts & Crafts Fairen képviselte az egyetemet. Sarah páfrányfenyő-levelet ábrázoló festménye ma a Gingko Megkövesedett Erdőben látható. 1977-ben a nő karrierjének tiszteletére a Randall-csarnokban megnyílt a Sarah Spurgeon Gallery. 1971-es nyugdíjba vonulásakor megkapta a professor emerita címet.

### Sue Lombard Horsley
Sue Lombard Horsley 1915-től a kuratórium tagja lett; ő az első nő, akit erre a tisztségre választottak. Tizenkét év elteltével, 1926-ban az egyik lánykollégiumot Sue Lombard-csarnok névre keresztelik, melynek megépültekor a nő még az egyetemen dolgozott.
Horsley a Massachusetts állambeli New Bedfordban született 1858-ban, majd családja 1889-ben a Washington állambeli Yakimába költözött, mely település életében Horsley igen nagy szerepet játszott: számos klub tagja, illetve a helyi YMCA alapítója, melynek egyben első elnöke is volt.

### Clara Meisner
Clara Meisner az Iowa állambeli Davenportban született, majd 1906-ban költözött Ellensburgba. A tanulmányait a Columbia Egyetemen végző nő szeretett gyerekekkel foglalkozni; később felfedezte, hogy a gyerekek esetében hasznosabb a szabadtéri foglalkozás, mint az osztálytermi, mely megfigyelése sikeres lett: ötletét először állami, majd országos szinten is adaptálták. 1938-ban, halála után a Central Washington College of Education egy alapot hozott létre, melyből felépült a Meisner-csarnok, illetve felállították William Zorach „Kötődés” nevű szobrát.

## Fordítás
Ez a szócikk részben vagy egészben  a   List of Central Washington University people című angol Wikipédia-szócikk ezen változatának fordításán alapul.  Az eredeti cikk szerkesztőit annak laptörténete sorolja fel. Ez a jelzés csupán a megfogalmazás eredetét és a szerzői jogokat jelzi, nem szolgál a cikkben szereplő információk forrásmegjelöléseként.